# Schloss Ofteringen
Das Schloss Ofteringen (genannt auch Schloss Marienburg) im Wutöschinger Ortsteil Ofteringen im Landkreis Waldshut im Süden Baden-Württembergs liegt auf einer südlichen Anhöhe, im Tal der Wutach gegenüber dem Ort Degernau. Es ist ein stattlicher Bau, mit Staffelgiebel, in renoviertem Zustand. Heute befindet sich hier das Kloster Marienburg.

## Geschichte
Die Ofteringer sind ein altes Adelsgeschlecht, bereits 1240 erscheint mit der ersten Nennung des Ortes auch ein Ritter Gerung von Ofteringen. 1251 wird ein Herr Huc von Ofteringen genannt im Verlauf des Küssenberger Erbes.
1384 war Katharina von Ofteringen Priorin des Frauenklosters Riedern am Wald.
1349 wird der St. Georgsritter Friedrich von Ofteringen in Zusammenhang mit der Burg Untermettingen erwähnt.
Im minderen Laufenburg hatten die Ritter von Ofteringen die Burg Ofteringen zu Lehen. 1428 kauft Junker Heinrich von Erzingen von Hans von Tüfen diese Burg samt Leuten die dazugehören.
1523 verkaufen die Vormünder des Ludwig Truchsess die Herrschaft Ofteringen dem edelfesten Junker Hans Ulrich von Ofteringen, genannt Gutjahr, Schultheiß zu Waldshut.
Am 6. Dezember 1678 übergibt die Witwe Margarethe Agathe von Ofteringen – nach erfolgtem Testament ihres Gemahls Junker Karl von Ofteringen, der letzte seines Geschlechts – den gesamten Besitz Ofteringen an das Kloster Rheinau.
Abt Gerold Zurlauben lässt dann die noch heute bestehende große Scheune (Klosterschüer) neu errichten, unter Abt Benedikt Ledergerber entsteht die Schlosskapelle neu (1741). Für die Bauleitung ist der Architekt Johann Michael Beer von Bildstein verantwortlich.
Die beiden Kapellen-Glöcklein trugen die Inschrift: Hauptmann Walther von Roll hat mich giessen lassen im 1643sten Jahr. Die Glocken wurden für Kriegszwecke eingeschmolzen. Heute befinden sich dort neue.
Das Kloster stellte einen Statthalter ein, der vom Schloss aus die Güter zu überwachen hatte. Zeitweise aber auch von Rheinau aus (1683 bis 1862). Es war ein Ruhesitz für die Rheinauer Mönche.
Es folgten Besitzansprüche durch die Grafen von Fürstenberg, doch 1810 ist Rheinau wieder vollumfänglich im Besitz von Ofteringen.
Auf einer Besichtigungstour „verliebte“ sich Schwester Josepha (Sabina) Schneider in das Schloss, unter vielen Schwierigkeiten erreichte sie endlich den Kauf des Schlossguts am 27. November 1860 und gründete mit Mitschwestern das Kloster Marienburg, welches sich auch heute noch darin befindet. Wesentliche erforderliche Neubauten, die sich ausgezeichnet integrieren, wurden erst durch das neue Kloster ermöglicht.

## Wappen

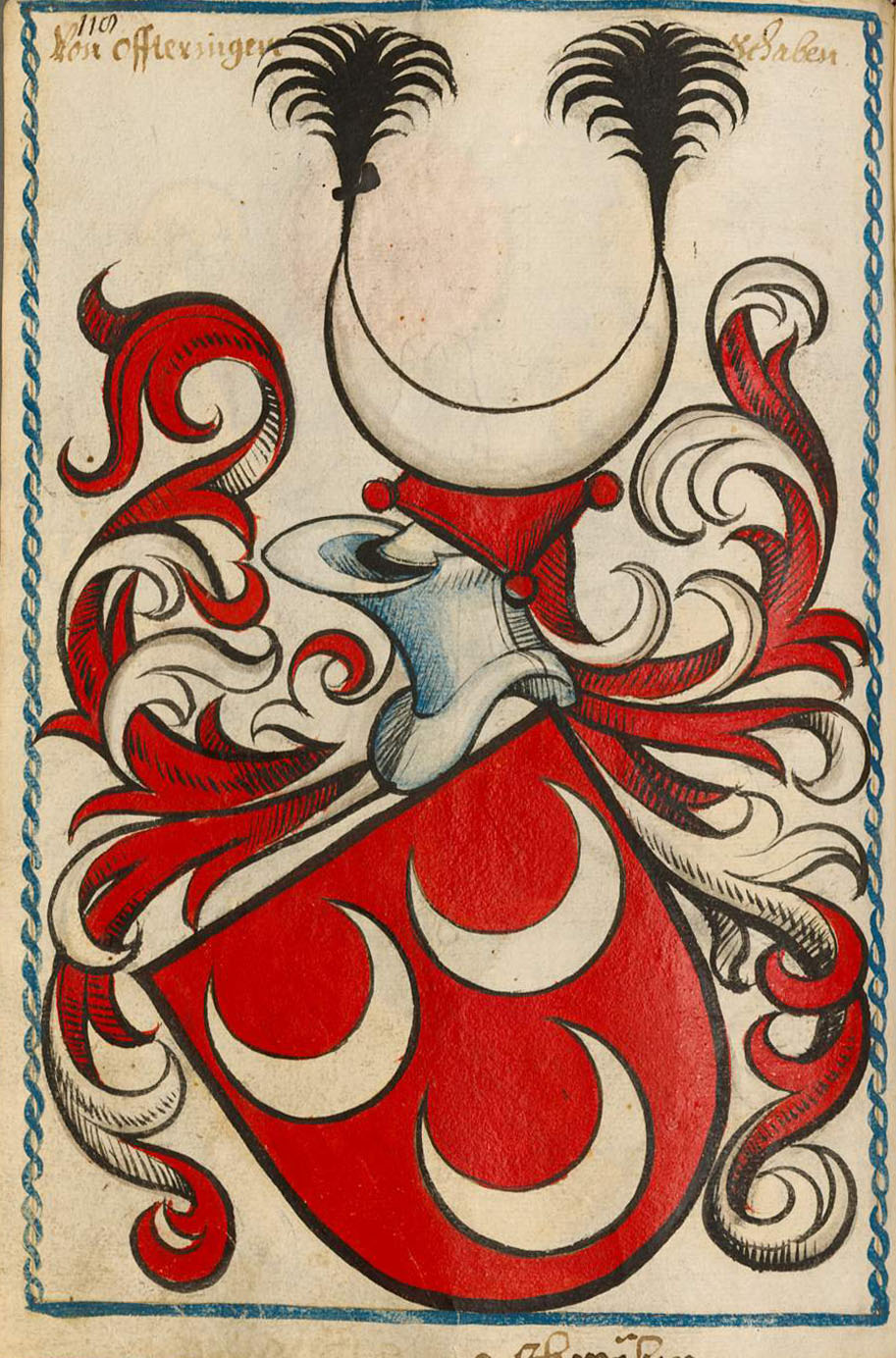
Wappen der Ritter von Ofteringen im Scheiblersches Wappenbuch

Die Ritter von Ofteringen hatten ein eigenes Wappen, es zeigt drei liegende Mondsicheln auf rotem Feld. Dieses Wappen hat die spätere Gemeinde übernommen. Verwandte waren Maria Gertrud von Beck zu Willmendingen († im Frauenkloster Berau) und Johann von Beck zu Willmendingen († im Kloster St. Blasien), Nichte und Enkel des Johann Jakob von Beck.
Das Wappen der Gemeinde Oftringen in der Schweiz leitet sich vom Ofteringer Wappen ab. Der Ort Oftering in Österreich hat jedoch ein völlig anderes Wappen.
In Ofteringen, jedoch auf der gegenüberliegenden Seite der Wutach, steht die Reuentaler Mühle heute ein Gasthof, Landwirtschaft und Sägewerk, im Besitz des Geschlechts Ofteringer, die sich von den Rittern von Ofteringen herleiten.